# 鴻巣市立川里中学校
鴻巣市立川里中学校（こうのすしりつ かわさとちゅうがっこう）は、埼玉県鴻巣市関新田にある公立中学校。

## 沿革
- 1960年（昭和35年）4月1日 - 広田中学校と共和中学校を統合し、開校。[1]
- 1963年（昭和38年）
  - 3月5日 - 開校記念日と定める。
  - 4月15日 - 完全給食開始。
- 1968年（昭和43年）12月20日 - 校歌制定。
- 1986年（昭和61年）4月26日 - 新校舎落成式挙行。
- 2001年（平成13年）5月1日 - 町制施行により川里町立川里中学校に改称。
- 2004年（平成16年）2月18日 - 開校記念日を新校舎落成式挙行日に合わせ、3月5日から4月26日に変更。
- 2005年（平成17年）5月1日 - 市町合併により鴻巣市立川里中学校に改称。

## 通学区域
- 屈巣、広田、北根、赤城、関新田、新井、境、上会下[2]

## 進学前小学校
- 鴻巣市立屈巣小学校
- 鴻巣市立共和小学校
- 鴻巣市立広田小学校

## 出身者
- 桐敷拓馬（プロ野球選手）